# فلاديمير أرتيوموف
فلاديمير أرتيوموف (Vladimir Artemov) (الروسية: Влади́мир Никола́евич Артёмов) هو لاعب أولمبي لرياضة الجمباز من الاتحاد السوفييتي. شارك في الأولمبياد الصيفي في 1988، وفاز بما مجموعه 5 ميداليات.

## الميداليات
| ذهب | فضة | برونز | المجموع |
| 4   | 1   | 0     | 5       |

## روابط خارجية
- فلاديمير أرتيوموف على موقع الاتحاد الدولي للجمباز (licence) (الإنجليزية)
- فلاديمير أرتيوموف على موقع الاتحاد الدولي للجمباز (biography) (الإنجليزية)
- فلاديمير أرتيوموف على موقع اللجنة الأولمبية الدولية (الإنجليزية)
- فلاديمير أرتيوموف على موقع أوليمبيديا (الإنجليزية)